# 義山望
義山 望（よしやま のぞみ、1979年10月16日 - ）は、日本のフリーアナウンサー。

## 人物・経歴
大阪府出身。近畿大学文芸学部在学中にアナウンサーを志望し、MC企画が設置していたアナウンサー養成校「中央放送研究会」で学んだ。
近大卒業後の2002年4月、正式にMC企画に登録の上で、四国放送にアナウンサーとして派遣され3年在籍。主に夕方のニュース番組を担当した。派遣契約満了後MC企画からも離れ、2005年4月、TVQ九州放送に移籍（同期に結城亮二）。アナウンサーとして報道からバラエティまであらゆるジャンルの番組を担当したほか、地上デジタル放送推進大使も務めた。
TVQでは5年勤めて後退社、暫くして個人ブログを始めた。その後も暫く福岡にとどまっていたものの、四国放送に在籍していた縁でそのキー局日本テレビ系列である日テレイベンツの社内部署、ニチエンプロダクションに人材登録。女性アナウンサーの妊娠が相次ぎ人手不足の状態に陥っていた宮城テレビ放送（ミヤテレ）に派遣される形で加わった。あくまでも“ヘルプ”であったため個人ブログはその後も更新された。2011年3月11日発災の東日本大震災では仙台で被災。これをきっかけに、宮城県内他社の民放女性アナウンサーと「SENDAI青い鳥プロジェクト」にサポーターとして参加し、震災孤児の支援や震災体験の風化抑止のために活動を続けた。
震災後ある程度状況が落ち着いた同年7月からは担当替えでスポーツ部にも籍を置き、東北楽天ゴールデンイーグルス・ベガルタ仙台など在仙プロスポーツチームの取材を行った。
ミヤテレでは震災後もベテランアナウンサーの妊娠があったものの、「（復興途上で）仙台を離れるのは心苦しいが今後のことを考えたいと思い」、2012年3月31日に派遣契約を1年9か月で終わらせ退社、仙台を離れた。なお、ニチエンプロダクションには籍を残しており、地元大阪で暫く充電の後新たな活動を始めることにした。

## 出演番組

### 四国放送
- 530フォーカス徳島

### TVQ九州放送
- アイシテ!（〜2007年3月。15分番組）
- もっとアイシテ!（2007年4月〜9月）
情報バラエティ番組。地元で活躍する舞台俳優の岡本ヒロミツと共に担当した。
- 激PUSH!
- 電化deシェフ（2005年4月〜2009年3月）
- 九州けいざいNOW
「これで勝負!」コーナーリポーター→2008年10月4日からMC
- あかりSTORY ナレーション（開始から退社まで）
- NEWS FINE FUKUOKA（金曜はスタジオ、ほかはローテーション担当）
- cafe7（番宣番組、ローテーション担当）
- その他TVQが関係したイベントでMC
- 社として行っていた読み聞かせ活動

### ミヤギテレビ
- OH!バンデス（「週末シネマステーション」→「映画に乾杯！」など担当）
- ミヤギテレビストレイトニュース　※主に月曜・火曜を不定期で担当
- ミヤギnews every.（スポーツコーナー※不定期出演）

### NOBORDER NEWS TOKYO
- 情熱報道ライブ「ニューズ・オプエド®」　※主に火曜・木曜を担当